# Šimša
Šimša je řeka 2. řádu na severu Litvy v okresech Šiauliai - městský okres, Šiauliai a Kelmė, značná část toku řeky tvoří západní hranici s okresem Radviliškis. Pramení v krajském městě Šiauliai, na pomezí městských čtvrtí Bačiūnai a Margiai. Horní tok na území města se někdy nazývá také Tyrulis. Na území města protéká dvěma rybníčky (plochy: 0,72 ha a 0,53 ha). Řeka Šimša je celá regulovaná, teče poměrně přímo směrem jihojihozápadním až do jezera Gauštvinis. Někdy je považována za horní tok řeky Gryžuva. Šířka řeky 5 – 10 m. Řeku překlenuje několik velmi nízkých mostů, určených zřejmě k dopravě rašeliny a k umožnění přechodu dobytka. 

## Přítoky
- Levé:

| Hydrologické pořadí | Řeka     | Délka (km) | Povodí (km²) | Vzdálenost od ústí (km) | Ústí kde | Koordináty ústí                  |
| ------------------- | -------- | ---------- | ------------ | ----------------------- | -------- | -------------------------------- |
| 14010233            | Š – 3    | 10,3       | 10,9         | 15,8                    |          | 55°45′15″ s. š., 23°15′48″ v. d. |
| 14010234            | Krioklys | 6,6        | 17,5         | 4,6                     |          | 55°42′8″ s. š., 23°12′39″ v. d.  |
| 14010235            | Š – 1    | 3,6        | 3,5          | 0,2                     |          | 55°39′51″ s. š., 23°12′18″ v. d. |

- Pravé: řeka nemá významné pravé přítoky